# Universiteit Münster
De Universiteit Münster (tot 30 september 2023 Westfälische Wilhelms-Universität, afkorting: WWU) is een universiteit in de Duitse stad Münster (Noordrijn-Westfalen). De universiteit heeft 43.098 studenten (Wintersemester 2023/2024) en ca. 7.500 werknemers. De universiteit werd opgericht op 16 april 1780.

## Organisatie
- Faculteit Protestantse Theologie
- Faculteit Katholieke Theologie
- Faculteit Rechtsgeleerdheid
- Faculteit Economische Wetenschappen
- Faculteit Nederlandse taal en literatuur
- Faculteit Geneeskunde
- Faculteit Filosofie
  - Studierichting Onderwijs en Sociale Wetenschappen
  - Studierichting Psychologie en Sportwetenschap
  - Studierichting Geschiedenis en Filosofie
  - Studierichting Filologie
- Faculteit Wiskunde en Natuurwetenschappen
  - Studierichting Wiskunde en Informatica
  - Studierichting Fysica
  - Studierichting Chemie en Farmacie
  - Studierichting Biologie
  - Studierichting Aardwetenschappen
- Faculteit Muziek